# فالكون 1

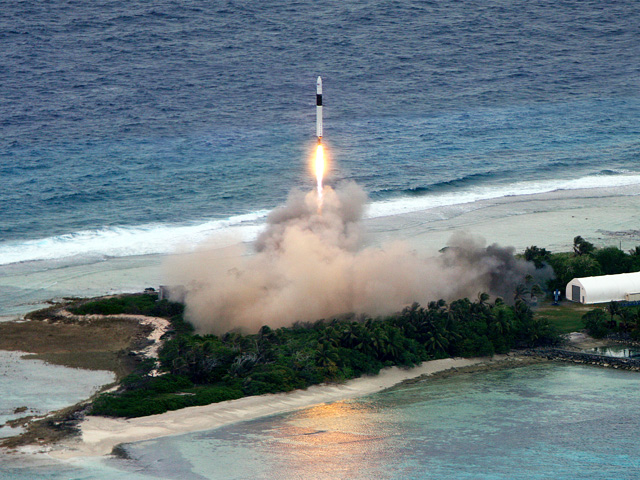
اقلاع صاروخFalcon 1 من جزيرة "أوميليك" في المحيط الهادي يوم 13 يوليو 2009.

من اليسار إلى اليمين: Falcon 9, Falcon 1v.0, وثلاثة أطرزة من Falcon 9 v1.1, وثلاثة أطرزة من Falcon 9 Block 5 ،Falcon 9 v1.2 ، وطرازان من Falcon Heavy.

فالكون 1 (بالإنجليزية: Falcon 1) هو صاروخ حامل صغير ذو مرحلتين، تقوم ببنائه وتطويره شركة سبيس إكس الأمريكية. وتم أول إقلاع لصاروخ فالكون 1 في 24 مارس 2006 ، حيث أقلع من جزيرة «أوميليك» في المحيط الهادي ، ولكنه سقط وتحطم بعد وقت قصير من إقلاعه. المحاولة الرابعة للإقلاع تمت يوم 28 يوليو 2009 وتمت بالنجاح . ثم تم الإقلاع الخامس في 14 يوليو 2009 وكان الصاروخ حاملا حمولة تجارية صعد بها إلى الفضاء. بهذا أصبح الصاروخ فالكون 1 أول صاروخ من صناعة شركة أهلية يمكنه توصيل حمولات إلى مدار حول الأرض.
لم يتبع ذلك إقلاعات أخرى لفالكون 1 ، حيث أوقفت شركة سبيس إكس تطوير الصاروخ فالكون 1 بغرض التركيز على تطوير الصاروخ الأقوى فالكون 9.

## اقرأ أيضا

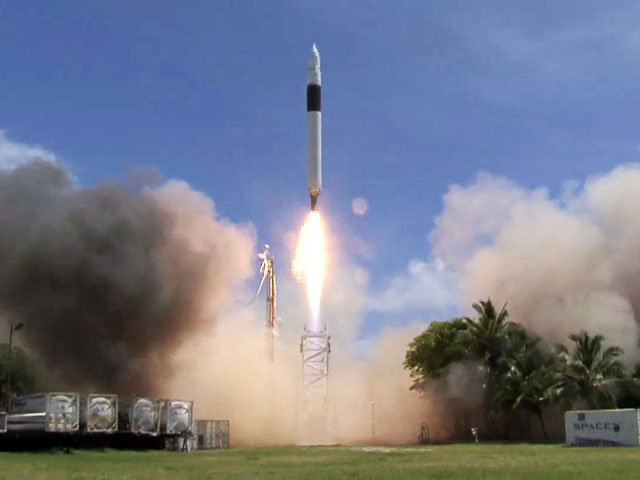
أول اقلاع تم بنجاح للصاروخ فالكون 1

- فالكون 9
- دلتا 4
- Ares V
- آريس 1